# Olga Desmond

Olga Desmond auf einer Fotografie von Alexander Binder

Olga Desmond, geborene Olga Antonie Sellin, (* 2. November 1890 in Allenstein, Ostpreußen; † 2. August 1964 in Berlin) war eine deutsche Tänzerin und Schauspielerin.

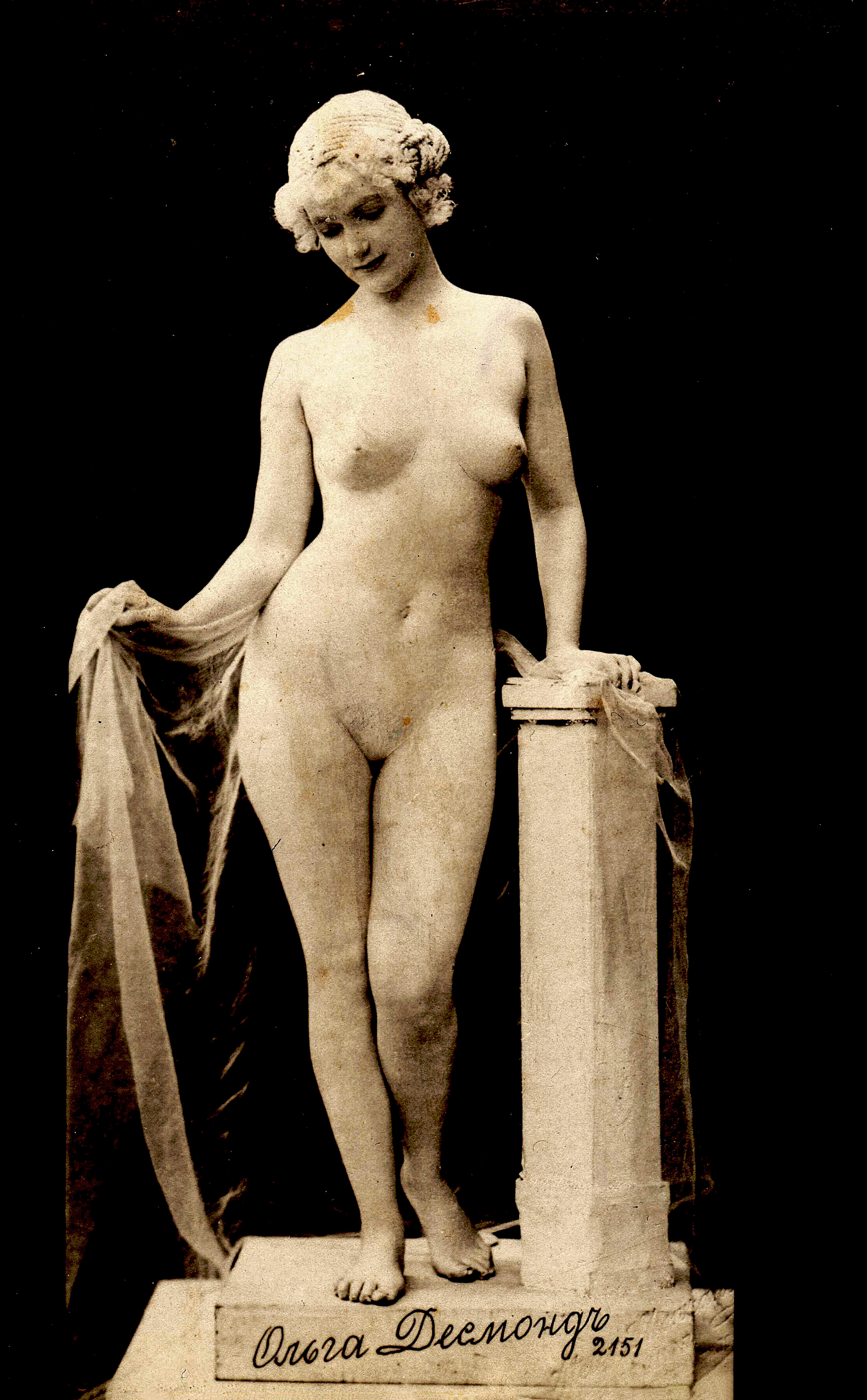
Olga Desmond auf einer zeitgenössischen russischen Postkarte

## Leben
Olga Desmond wuchs in Berlin-Kreuzberg auf. Sie studierte Schauspiel und verdiente sich ihr Geld als Modell für Künstler und Maler in Berlin. 1907 schloss sie sich einer Artistengruppe an und trat während ihres neunmonatigen Gastspiels im London Pavillon als Venus in plastischen Darstellungen auf. In Berlin war sie Mitbegründerin der Vereinigung für ideale Kultur und gab Vorstellungen, in denen sie lebende Bilder nach antiken Vorbildern nachstellte. Diese sogenannten Schönheits-Abende wurden ab 1908 mehrfach verboten, da die Darsteller in der Regel nackt oder nur mit Körperfarbe bemalt waren.
1909 sorgten ihre Auftritte im Berliner Wintergarten für polizeiliches Eingreifen und einen Skandal, der sogar den Preußischen Landtag beschäftigte. Olga Desmond war so bekannt, dass Kosmetikprodukte ihren Namen trugen. Zahlreiche Tourneen führten sie bis 1914 durch Deutschland und Österreich. 1908 und 1909 trat sie u. a. im Wiener Varieté Apollo auf. Sie heiratete einen ungarischen Großgrundbesitzer, mit dem sie sich auf sein Gut zurückzog.
Von 1916 bis 1918 spielte sie in verschiedenen Filmen wie Seifenblasen, Marias Sonntagsgewand und Mut zur Sünde mit. In letzterem spielte sie zusammen mit Hans Albers. 1917 trennte sie sich von ihrem Mann und kehrte zur Bühne zurück; ihr erster Auftritt war im Theater der Königlichen Hochschule in Berlin am 15. April 1917. Im gleichen Jahr erschien sie in einer Carmen-Aufführung in Köln. Sie gab Tanzabende u. a. in Warschau, Breslau, Kattowitz. Während des Ersten Weltkriegs heiratete sie zum zweiten Mal, diesmal den Textilunternehmer Georg Pieck.
In den 1920er Jahren blieb sie auch mit ihren nackt dargebotenen Ausdruckstänzen bekannt. Zu ihren Nackttänzen schrieb ein Kritiker: „Die Keuschheit dieser Kunst ergriff aller Herzen und drang durch die dicke Kruste der Vorurteile...“. Bis 1922 widmete sie sich dem Unterricht. Zu ihren bekanntesten Schülerinnen gehörte Herta Feist, ein späteres Mitglied der Tanzgruppe um Rudolf von Laban. Zu ihren Bewunderinnen zählte auch die Tänzerin Lola Bach, die zu Beginn der 1920er Jahre mit ihrem naturalistischen Ballett Aufsehen erregte. Gegen Ende der 1920er Jahre sank die Nachfrage nach dem Tanzstil von Olga Desmond. Ihr statuarischer Tanzstil galt nun als veraltet: der Ausdruckstanz jüngerer Tänzerinnen wie Anita Berber, Valeska Gert oder Mary Wigman verdrängte ihn.
Nach 1933 hatte sie zunehmend Probleme, auch verursacht durch die Rassenpolitik des NS-Regimes. Ihr Mann wurde aufgrund seiner jüdischen Abstammung in ein Konzentrationslager deportiert; es gelang ihm aber, zu fliehen und Deutschland zu verlassen. Olga Desmond übernahm sein Atelier für Bühnenausstattung.
Bis zu ihrem Tod 1964 im Alter von 73 Jahren arbeitete Olga Desmond als Putzfrau in Ost-Berlin. Um ihren Lebensunterhalt aufzubessern, vertrieb sie Postkarten und Andenken aus ihrer Zeit als Tänzerin.

## Filmografie
- 1915: Nocturno
- 1915: Lisa, die Zigarettenmacherin
- 1915: Seifenblasen (Regie: Heinrich Bolten-Baeckers)
- 1917: Die Grille (Regie: Heinrich Bolten-Baeckers)
- 1917: Postkarten-Modell (Regie: Heinrich Bolten-Baeckers)
- 1917: Marias Sonntagsgewand
- 1918: Der Mut zur Sünde (Regie: Robert Leffler)
- 1918: Leben um Leben
- 1918: Der fliegende Holländer (Regie: Hans Neumann)
- 1919: Göttin, Dirne und Weib (Regie: Walter Schmidthässler)